# Konrad Granström
Nils Konrad „Kotte” Granström (Luleå, 1900. október 21. – Stockholm, 1982. január 4.) olimpiai bajnok svéd tornász.
Az 1920. évi nyári olimpiai játékokon indult tornában és a svéd rendszerű csapat összetettben aranyérmes lett.
Klubcsapata a KFUM GA volt.